# 騎警靴
注意：本文主要以美國文化為中心編寫，同類主題但在其他地區的認知可能有一定程度的差別。

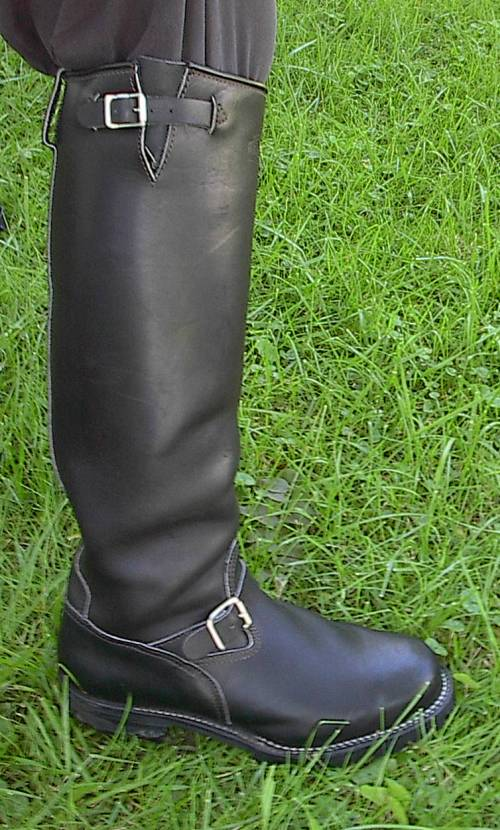
騎警靴

騎警靴，美國稱Motorcycle Cop/Officer Boots或者Police Patrol Boots，是專為騎摩托車執勤的交通警（或少部分地區的騎警）設計的一種摩托靴。按地區警察部隊所選擇的不同製造公司，騎警靴之間的造型會有一定的差異。但騎警靴的構造及功用與技師靴大致相同，除了鞋身與靴統相對地扁和瘦之外，一般騎警靴都會是17至18英吋高及膝蓋的皮靴，油光處理的犢皮或者母牛皮革製。這些特徵亦令騎警靴出現於一些地區的儀仗隊中。這種靴習慣配以貼身的馬褲以令其能自然穿進比技師靴要窄身的騎警靴中。香港及澳門受到西方殖民時期文化傳入的影響，其騎警部隊至今都仍舊維持了穿騎警靴（儘管在類型上更接近摩托賽靴）的制度。

## 蘇格蘭鞋式綁帶騎警靴
蘇格蘭鞋式，Bal-Laced（發音像"ball laced"）這名稱衍生自19世紀流行於蘇格蘭及愛爾蘭的Balmoral皮鞋（或稱牛津鞋），其獨特的綁鞋帶方式。這種靴將綁帶位置於踝關節正前方（不像其他的綁帶靴其綁帶孔眼位高及靴頂，因此Bal-Laced靴的穿著方式仍舊是屬於「滑入」型），以上下旋轉對稱的Balmoral繫鞋帶方式穿至中央的孔眼綁起，收緊踝關位的靴筒空間。靴頂會縫上與踝關節位同風格的綁帶孔眼位或者馬靴款式的皮帶釦子用以繫緊小腿，這種靴普遍地見於美國大部分州的騎警部隊。
附帶一提，美國各州的交通警察部隊雖然都會指示警官執勤時穿著指定的一種騎警靴，但因為沒有指明指定的廠商及，鑑於有限的制服津貼，所以部分騎警會選擇購買相對地便宜又附合制服規格的技師靴，例如Chippewa製的High Shine Boots（高光澤靴）。以2007年的靴市場價格資料看，Dehner製的（現成非訂造）騎警靴與Chippewa製的High Shine相差大約200美金。

## 禮服型鞋背騎警靴
禮服型鞋背，Dress Instep騎警靴不具有像Bal-Laced款式的踝關節前及靴頂的鞋帶位，這種「淨身」的鞋背設計類似納粹德軍軍官所穿的Jackboot，相比起Bal-Laced它們看起來有種更威風凜凜的感覺，部分款式的靴頂會縫有馬靴款式的皮帶釦子。因為沒有鞋背位的鞋帶裂縫位，因此泥和灰塵不會滲入而便於打理。這種靴見於法國及泰國等地的騎警部隊。

## 背拉鍊騎警靴
於靴背縫上拉鍊的騎警靴，比起其他滑入式長靴的最大優點是穿脫極之方便，缺點是拉鍊位容易在豪雨天氣下滲水。這種靴常見於香港的騎警部隊。

## 製造商
- Chippewa （页面存档备份，存于） （契帕瓦製靴）
- Dehner
- Frank Thomas （页面存档备份，存于）
- Harley-Davidson
- Intapol （页面存档备份，存于）
- Rino
- Wesco （页面存档备份，存于） （美國西岸製鞋）